# Partido Verde Animalista
El Partido Verde Animalista es un partido político animalista y ecologista uruguayo, fundado en 2018.

## Historia
Su acto de lanzamiento tuvo lugar el 28 de octubre de 2018

### Elecciones de 2019
Fue inscrito ante la Corte Electoral a inicios de 2019 para participar en las internas de junio.
Para las elecciones de 2019 presentó la precandidatura del abogado penalista Gustavo Salle y superó los 3000 votos. Al alcanzarse el mínimo de votos legalmente exigible en las elecciones internas, Salle se postuló a la presidencia. El exfiscal Enrique Viana iba a ser candidato a la Vicepresidencia, pero finalmente declinó su candidatura para dedicarse a la actividad privada. También abandonó el partido el activista Marcelo Hospitale.
A mediados de agosto se dio a conocer la candidatura a la vicepresidencia de la escribana Ana Cordano
Una de sus propuestas es un quirófano móvil de castración animal, para evitar la reproducción de animales sin hogar.